# Хокей на траві на літніх Олімпійських іграх 1960
Змагання з хокею на траві на літніх Олімпійських іграх 1960 у Римі тривали з 26 серпня до 11 вересня на Муніципальному стадіоні. 16 чоловічих збірних розіграли 1 комплект нагород. Пакистан здобув золоті медалі, у фіналі перемігши Індію, чим перевав серію із шести поспіль золотих медалей збірної Індії на Олімпійських іграх. У матчі за 3-тє місце Іспанія перемогла збірну Великої Британії.

## Країни-учасниці
Шістнадцять збірних поділили на чотири попередні групи по чотири в кожній. Ігри у групах відбувалися в одне коло. Дві перші збірні з кожної групи потрапляли до чвертьфіналі.
| Група A - Данія - Індія - Нідерланди - Нова Зеландія | Група B - Австралія - Японія - Пакистан - Польща | Група C - Франція - Об'єднана німецька команда - Італія - Кенія | Група D - Бельгія - Велика Британія - Іспанія - Швейцарія |

## Попередній раунд

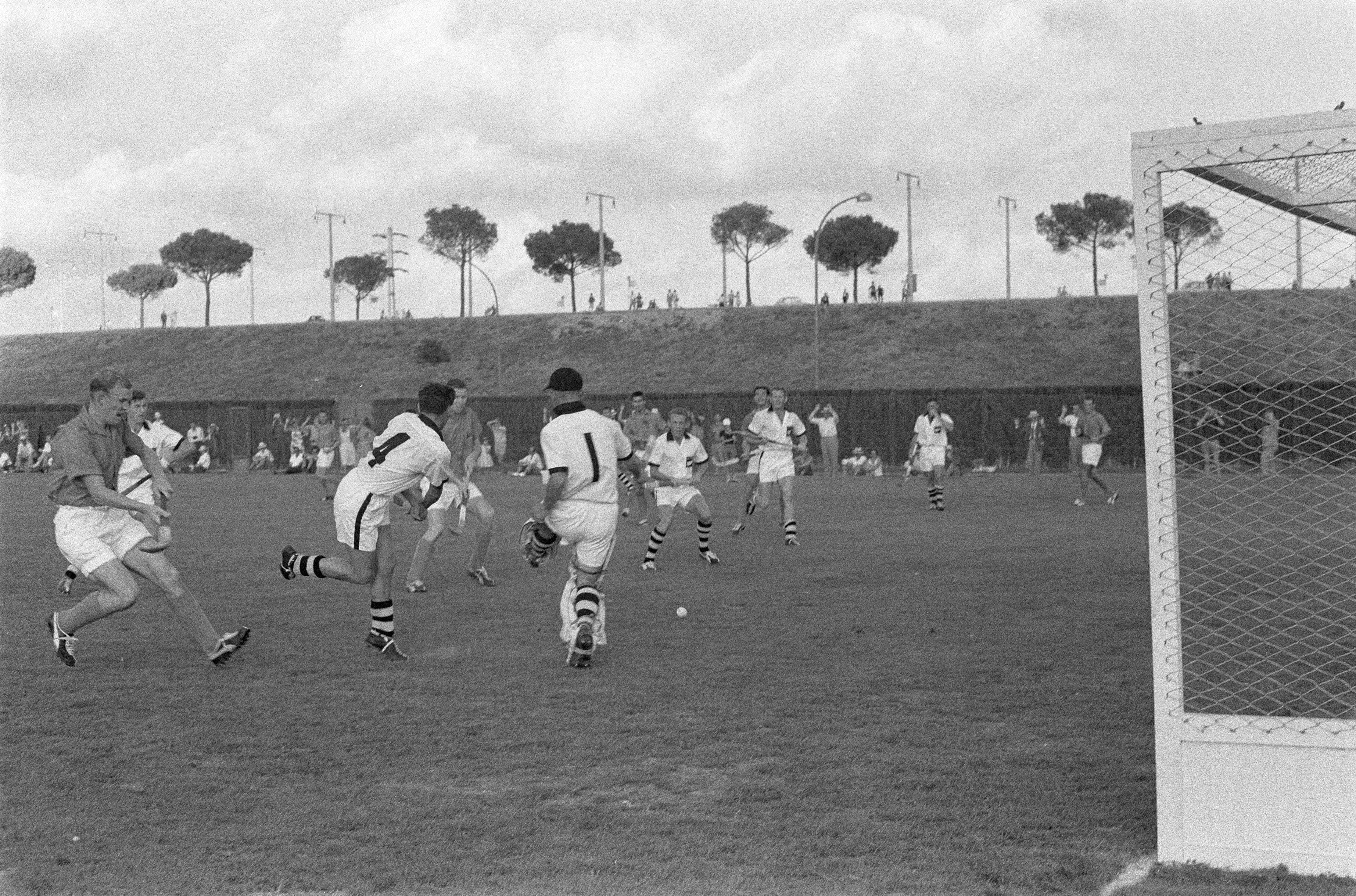
Матч між збірними Нідерландів та Нової Зеландії

### Група A
| Поз | Команда       | І | В | Н | П | ГЗ | ГП | РГ  | О | Кваліфікація                   |
| --- | ------------- | - | - | - | - | -- | -- | --- | - | ------------------------------ |
| 1   | Індія         | 3 | 3 | 0 | 0 | 17 | 1  | +16 | 6 | Чвертьфінали                   |
| 2   | Нова Зеландія | 3 | 1 | 1 | 1 | 5  | 5  | 0   | 3 | Чвертьфінали                   |
| 3   | Нідерланди    | 3 | 1 | 1 | 1 | 6  | 7  | −1  | 3 | Класифікація за 9-12-те місця  |
| 4   | Данія         | 3 | 0 | 0 | 3 | 3  | 18 | −15 | 0 | Класифікація за 13-16-те місця |

1. 1 2  Нова Зеландія і Нідерланди завершили груповий етап з однаковою кількістю очок, а в додатковому матчі за друге місце Нова Зеландія перемогла з рахунком 2–1.

| 27 серпня 1960 15:00 |      |       |                         |
| Індія                | 10–0 | Данія | Стадіон дей Мармі (Рим) |
|                      |      |       | Стадіон дей Мармі (Рим) |

| 27 серпня 1960 16:30 |     |            |                         |
| Нова Зеландія        | 1–1 | Нідерланди | Стадіон дей Мармі (Рим) |
|                      |     |            | Стадіон дей Мармі (Рим) |

| 30 серпня 1960 16:30 |     |            |                         |
| Індія                | 4–1 | Нідерланди | Стадіон дей Мармі (Рим) |
|                      |     |            | Стадіон дей Мармі (Рим) |

| 31 серпня 1960 16:30 |     |       |                       |
| Нова Зеландія        | 4–1 | Данія | Олімпійський велодром |
|                      |     |       | Олімпійський велодром |

| 2 вересня 1960 16:30 |     |               |                       |
| Індія                | 3–0 | Нова Зеландія | Олімпійський велодром |
|                      |     |               | Олімпійський велодром |

| 3 вересня 1960 10:00 |     |       |                       |
| Нідерланди           | 4–2 | Данія | Олімпійський велодром |
|                      |     |       | Олімпійський велодром |

#### Плей-оф за 2-ге місце
| 4 вересня 1960 15:30 |     |            |                           |
| Нова Зеландія        | 2–1 | Нідерланди | Стадіон Тре Фонтане (Рим) |
|                      |     |            | Стадіон Тре Фонтане (Рим) |

Нова Зеландія пройшла до чвертьфіналів. Нідерланди далі змагалися в класифікаційних матчах за 9–12-те місця.

### Група B
| Поз | Команда   | І | В | Н | П | ГЗ | ГП | РГ  | О | Кваліфікація                   |
| --- | --------- | - | - | - | - | -- | -- | --- | - | ------------------------------ |
| 1   | Пакистан  | 3 | 3 | 0 | 0 | 21 | 0  | +21 | 6 | Чвертьфінали                   |
| 2   | Австралія | 3 | 1 | 1 | 1 | 9  | 5  | +4  | 3 | Чвертьфінали                   |
| 3   | Польща    | 3 | 1 | 1 | 1 | 3  | 10 | −7  | 3 | Класифікація за 9-12-те місця  |
| 4   | Японія    | 3 | 0 | 0 | 3 | 2  | 20 | −18 | 0 | Класифікація за 13-16-те місця |

1. 1 2  Австралія та Польща завершили груповий турнір з однаковою кількістю очок, а в додатковому матчі за друге місце Австралія перемогла з рахунком 2–0.

| 26 серпня 1960 10:00 |     |           |                         |
| Пакистан             | 3–0 | Австралія | Стадіон дей Мармі (Рим) |
|                      |     |           | Стадіон дей Мармі (Рим) |

| 26 серпня 1960 15:00 |     |        |                         |
| Польща               | 2–1 | Японія | Стадіон дей Мармі (Рим) |
|                      |     |        | Стадіон дей Мармі (Рим) |

| 29 серпня 1960 16:30 |     |        |                         |
| Пакистан             | 8–0 | Польща | Стадіон дей Мармі (Рим) |
|                      |     |        | Стадіон дей Мармі (Рим) |

| 30 серпня 1960 10:00 |     |        |                         |
| Австралія            | 8–1 | Японія | Стадіон дей Мармі (Рим) |
|                      |     |        | Стадіон дей Мармі (Рим) |

| 1 вересня 1960 10:00 |      |        |                       |
| Пакистан             | 10–0 | Японія | Олімпійський велодром |
|                      |      |        | Олімпійський велодром |

| 1 вересня 1960 16:30 |     |        |                       |
| Австралія            | 1–1 | Польща | Олімпійський велодром |
|                      |     |        | Олімпійський велодром |

#### Плей-оф за 2-ге місце
| 3 вересня 1960 08:30 |     |        |                           |
| Австралія            | 2–0 | Польща | Стадіон Тре Фонтане (Рим) |
|                      |     |        | Стадіон Тре Фонтане (Рим) |

Австралія пройшла до чвертьфіналів. Польща далі змагалася в класифікаційних матчах за 9–12-те місця.

### Група C
| Поз | Команда                    | І | В | Н | П | ГЗ | ГП | РГ  | О | Кваліфікація                   |
| --- | -------------------------- | - | - | - | - | -- | -- | --- | - | ------------------------------ |
| 1   | Кенія                      | 3 | 2 | 1 | 0 | 8  | 0  | +8  | 5 | Чвертьфінали                   |
| 2   | Об'єднана німецька команда | 3 | 2 | 0 | 1 | 10 | 1  | +9  | 4 | Чвертьфінали                   |
| 3   | Франція                    | 3 | 1 | 1 | 1 | 2  | 5  | −3  | 3 | Класифікація за 9-12-те місця  |
| 4   | Італія (H)                 | 3 | 0 | 0 | 3 | 0  | 14 | −14 | 0 | Класифікація за 13-16-те місця |

| 29 серпня 1960 10:00 |     |                            |                         |
| Кенія                | 1–0 | Об'єднана німецька команда | Стадіон дей Мармі (Рим) |
|                      |     |                            | Стадіон дей Мармі (Рим) |

| 29 серпня 1960 15:00 |     |        |                         |
| Франція              | 2–0 | Італія | Стадіон дей Мармі (Рим) |
|                      |     |        | Стадіон дей Мармі (Рим) |

| 31 серпня 1960 10:00       |     |         |                       |
| Об'єднана німецька команда | 5–0 | Франція | Олімпійський велодром |
|                            |     |         | Олімпійський велодром |

| 1 вересня 1960 15:00 |     |        |                       |
| Кенія                | 7–0 | Італія | Олімпійський велодром |
|                      |     |        | Олімпійський велодром |

| 3 вересня 1960 15:00       |     |        |                       |
| Об'єднана німецька команда | 5–0 | Італія | Олімпійський велодром |
|                            |     |        | Олімпійський велодром |

| 3 вересня 1960 16:30 |     |         |                       |
| Кенія                | 0–0 | Франція | Олімпійський велодром |
|                      |     |         | Олімпійський велодром |

### Група D
| Поз | Команда         | І | В | Н | П | ГЗ | ГП | РГ | О | Кваліфікація                   |
| --- | --------------- | - | - | - | - | -- | -- | -- | - | ------------------------------ |
| 1   | Іспанія         | 3 | 2 | 1 | 0 | 8  | 2  | +6 | 5 | Чвертьфінали                   |
| 2   | Велика Британія | 3 | 1 | 2 | 0 | 4  | 1  | +3 | 4 | Чвертьфінали                   |
| 3   | Бельгія         | 3 | 1 | 1 | 1 | 6  | 6  | 0  | 3 | Класифікація за 9-12-те місця  |
| 4   | Швейцарія       | 3 | 0 | 0 | 3 | 3  | 12 | −9 | 0 | Класифікація за 13-16-те місця |

| 26 серпня 1960 16:30 |     |                 |                         |
| Іспанія              | 0–0 | Велика Британія | Стадіон дей Мармі (Рим) |
|                      |     |                 | Стадіон дей Мармі (Рим) |

| 27 серпня 1960 10:00 |     |           |                         |
| Бельгія              | 4–2 | Швейцарія | Стадіон дей Мармі (Рим) |
|                      |     |           | Стадіон дей Мармі (Рим) |

| 30 серпня 1960 15:00 |     |                 |                         |
| Бельгія              | 1–1 | Велика Британія | Стадіон дей Мармі (Рим) |
|                      |     |                 | Стадіон дей Мармі (Рим) |

| 31 серпня 1960 15:00 |     |           |                       |
| Іспанія              | 5–1 | Швейцарія | Олімпійський велодром |
|                      |     |           | Олімпійський велодром |

| 2 вересня 1960 10:00 |     |           |                       |
| Велика Британія      | 3–0 | Швейцарія | Олімпійський велодром |
|                      |     |           | Олімпійський велодром |

| 2 вересня 1960 15:00 |     |         |                       |
| Іспанія              | 3–1 | Бельгія | Олімпійський велодром |
|                      |     |         | Олімпійський велодром |

## Матчі на вибування

### Сітка
|  | Чвертьфінали               | Чвертьфінали    |           |   | Півфінали | Півфінали |  |  | Фінал | Фінал |
|  |                            |                 |           |   |           |           |  |  |       |       |
|  | 5 вересня                  |                 |           |   |           |           |  |  |       |       |
|  |                            |                 |           |   |           |           |  |  |       |       |
|  | Пакистан                   | 2               |           |   |           |           |  |  |       |       |
|  | Пакистан                   | 2               | 7 вересня |   |           |           |  |  |       |       |
|  | Об'єднана німецька команда | 1               |           |   |           |           |  |  |       |       |
|  | Об'єднана німецька команда | 1               | Пакистан  | 1 |           |           |  |  |       |       |
|  | 5 вересня                  |                 | Пакистан  | 1 |           |           |  |  |       |       |
|  |                            | Іспанія         | 0         |   |           |           |  |  |       |       |
|  | Іспанія (п.д.ч.)           | Іспанія         | 0         | 1 |           |           |  |  |       |       |
|  | Іспанія (п.д.ч.)           |                 | 9 вересня | 1 |           |           |  |  |       |       |
|  | Нова Зеландія              | 0               |           |   |           |           |  |  |       |       |
|  | Нова Зеландія              | 0               | Пакистан  | 1 |           |           |  |  |       |       |
|  | 5 вересня                  |                 | Пакистан  | 1 |           |           |  |  |       |       |
|  |                            | Індія           | 0         |   |           |           |  |  |       |       |
|  | Індія (п.д.ч.)             | Індія           | 0         | 1 |           |           |  |  |       |       |
|  | Індія (п.д.ч.)             | 7 вересня       |           | 1 |           |           |  |  |       |       |
|  | Австралія                  | 0               |           |   |           |           |  |  |       |       |
|  | Австралія                  | 0               | Індія     | 1 |           |           |  |  |       |       |
|  | 5 вересня                  |                 | Індія     | 1 |           |           |  |  |       |       |
|  |                            | Велика Британія | 0         |   |           |           |  |  |       |       |
|  | Кенія                      | Велика Британія | 0         | 1 |           |           |  |  |       |       |
|  | Кенія                      |                 |           | 1 |           |           |  |  |       |       |
|  | Велика Британія (п.д.ч.)   | 2               |           |   |           |           |  |  |       |       |
|  | Велика Британія (п.д.ч.)   | 2               |           |   |           |           |  |  |       |       |

Ті збірні, що програли у чвертьфіналах, далі змагалися в класифікаційних матчах за 5–8-ме місця. У матчі між збірними Великої Британії та Кенії, що тривав 127 хвилин, знадобилося шість періодів додаткового часу щоб визначити переможця.

### Чвертьфінали
| 5 вересня 1960 09:00 |          |           |                       |
| Індія                | 1–0 (ДЧ) | Австралія | Олімпійський велодром |
|                      |          |           | Олімпійський велодром |

| 5 вересня 1960 15:00 |          |                 |                       |
| Кенія                | 1–2 (ДЧ) | Велика Британія | Олімпійський велодром |
|                      |          |                 | Олімпійський велодром |

| 5 вересня 1960 14:30 |     |                            |                       |
| Пакистан             | 2–1 | Об'єднана німецька команда | Олімпійський велодром |
|                      |     |                            | Олімпійський велодром |

| 5 вересня 1960 16:00 |          |               |                       |
| Іспанія              | 1–0 (ДЧ) | Нова Зеландія | Олімпійський велодром |
|                      |          |               | Олімпійський велодром |

### Півфінали
| 7 вересня 1960 10:00 |     |         |                       |
| Пакистан             | 1–0 | Іспанія | Олімпійський велодром |
|                      |     |         | Олімпійський велодром |

| 7 вересня 1960 15:30 |     |                 |                       |
| Індія                | 1–0 | Велика Британія | Олімпійський велодром |
|                      |     |                 | Олімпійський велодром |

### Матч за бронзову медаль
| 9 вересня 1960 10:00 |     |                 |                       |
| Іспанія              | 2–1 | Велика Британія | Олімпійський велодром |
|                      |     |                 | Олімпійський велодром |

### Фінал
| 9 вересня 1960 15:30 |     |       |                       |
| Пакистан             | 1–0 | Індія | Олімпійський велодром |
|                      |     |       | Олімпійський велодром |

## Класифікаційний раунд

### Класифікація за 5-8-ме місця
|  | Півфінали за 5–8-ме місця  | Півфінали за 5–8-ме місця |   |  | Матч за п'яте місце | Матч за п'яте місце |  |
|  |                            |                           |   |  |                     |                     |  |
|  | 8 вересня                  |                           |   |  |                     |                     |  |
|  | Нова Зеландія              | 1                         |   |  |                     |                     |  |
|  | Об'єднана німецька команда | 0                         |   |  |                     |                     |  |
|  |                            |                           |   |  |                     |                     |  |
|  |                            |                           |   |  | 11 вересня          |                     |  |
|  |                            |                           |   |  | Нова Зеландія       | 1                   |  |
|  |                            | Австралія                 | 0 |  |                     |                     |  |
|  |                            |                           |   |  |                     |                     |  |
|  |                            |                           |   |  |                     |                     |  |
|  |                            |                           |   |  |                     |                     |  |
|  | 8 вересня                  |                           |   |  |                     |                     |  |
|  | Австралія                  | 2                         |   |  |                     |                     |  |
|  | Кенія                      | 1                         |   |  |                     |                     |  |

#### Півфінали за 5–8-ме місця
| 8 вересня 1960 15:00 |     |                            |                           |
| Нова Зеландія        | 1–0 | Об'єднана німецька команда | Стадіон Тре Фонтане (Рим) |
|                      |     |                            | Стадіон Тре Фонтане (Рим) |

| 8 вересня 1960 16:30 |     |       |                       |
| Австралія            | 1–1 | Кенія | Олімпійський велодром |
|                      |     |       | Олімпійський велодром |

Матч припинили через темноту за рахунку 1-1 після 40 хвилин додаткового часу. Спочатку Австралії присудили перемогу після підкидання монети, однак Кенія подала протест, внаслідок якого результатом оголосили нічию й призначили перегравання.
Перегравання
| 10 вересня 1960 16:30 |     |       |                           |
| Австралія             | 2–1 | Кенія | Стадіон Тре Фонтане (Рим) |
|                       |     |       | Стадіон Тре Фонтане (Рим) |

#### Матч за п'яте місце
| 9 вересня 1960 08:30 |     |               |                           |
| Австралія            | 2–1 | Нова Зеландія | Стадіон Тре Фонтане (Рим) |
|                      |     |               | Стадіон Тре Фонтане (Рим) |

Після того, як внаслідок протесту результатом матчу Австралія-Кенія оголосили нічий й призначили перегравання, результат цього матчу скасували й призначили перегравання між Новою Зеландією й переможцем перегравання Австралія-Кенія.
Перегравання
| 11 вересня 1960 09:00 |     |           |                           |
| Нова Зеландія         | 1–0 | Австралія | Стадіон Тре Фонтане (Рим) |
|                       |     |           | Стадіон Тре Фонтане (Рим) |

#### Матч за сьоме місце
Матч за сьоме місце скасували, позаяк Німеччина вилетіла додому після церемонії закриття. Обом збірним присудили сьому місце.

### Класифікація за 9-12-те місця
Польща відмовилася змагатися в класифікаційних матчах, і їй присудили 12-те місце: інші три збірні зіграли в круговому турнірі.
| Поз | Команда    | І | В | Н | П | ГЗ | ГП | РГ | О |  |
| --- | ---------- | - | - | - | - | -- | -- | -- | - |  |
| 9   | Нідерланди | 2 | 2 | 0 | 0 | 4  | 1  | +3 | 4 |  |
| 10  | Франція    | 2 | 1 | 0 | 1 | 1  | 2  | −1 | 2 |  |
| 11  | Бельгія    | 2 | 0 | 0 | 2 | 1  | 3  | −2 | 0 |  |
| 12  | Польща     | 0 | 0 | 0 | 0 | 0  | 0  | 0  | 0 |  |

| 6 вересня 1960 15:00 |     |         |                           |
| Франція              | 1–0 | Бельгія | Стадіон Тре Фонтане (Рим) |
|                      |     |         | Стадіон Тре Фонтане (Рим) |

Італійський інспектор вуличного руху поруч із полем засвистів у свій свисток. Бельгійці подумали, що це свистить суддя на полі й припинили грали, а в цей час французи забили єдиний гол у цій грі.
| 8 вересня 1960 10:30 |     |         |                           |
| Нідерланди           | 2–0 | Франція | Стадіон Тре Фонтане (Рим) |
|                      |     |         | Стадіон Тре Фонтане (Рим) |

| 10 вересня 1960 10:00 |     |         |                       |
| Нідерланди            | 2–1 | Бельгія | Олімпійський велодром |
|                       |     |         | Олімпійський велодром |

### Класифікація за 13-16-те місця
Нідерланди відмовилися змагатися в класифікаційних матчах, і їм присудили 16-те місце: інші три збірні зіграли в круговому турнірі.
| Поз | Команда    | І | В | Н | П | ГЗ | ГП | РГ | О |  |
| --- | ---------- | - | - | - | - | -- | -- | -- | - |  |
| 13  | Італія (H) | 2 | 1 | 1 | 0 | 3  | 2  | +1 | 3 |  |
| 14  | Японія     | 2 | 1 | 0 | 1 | 6  | 3  | +3 | 2 |  |
| 15  | Швейцарія  | 2 | 0 | 1 | 1 | 2  | 6  | −4 | 1 |  |
| 16  | Данія      | 0 | 0 | 0 | 0 | 0  | 0  | 0  | 0 |  |

| 6 вересня 1960 16:30 |     |           |                           |
| Італія               | 1–1 | Швейцарія | Стадіон Тре Фонтане (Рим) |
|                      |     |           | Стадіон Тре Фонтане (Рим) |

| 8 вересня 1960 09:00 |     |           |                           |
| Японія               | 5–1 | Швейцарія | Стадіон Тре Фонтане (Рим) |
|                      |     |           | Стадіон Тре Фонтане (Рим) |

| 10 вересня 1960 15:00 |     |        |                       |
| Італія                | 2–1 | Японія | Олімпійський велодром |
|                       |     |        | Олімпійський велодром |

## Підсумкове положення
1. Пакистан
2. Індія
3. Іспанія
4. Велика Британія
5. Нова Зеландія
6. Австралія
7. Об'єднана німецька команда
8. Кенія
9. Нідерланди
10. Франція
11. Бельгія
12. Польща
13. Італія
14. Японія
15. Швейцарія
16. Данія

## Медалісти
| Золото | Срібло | Бронза |
| Пакистан (PAK) Абдул Гамід Абдул Рашид Абдул Вагід Башир Агмад Гулам Расул Анвар Хан Хуршид Аслам Габіб Алі Кідді Манзур Гуссейн Атіф Мунір Дар Муштак Агмад Мотіулла Хан Насір Бунда Нур Алам | Індія (IND) Джозеф Антіч Леслі Клаудіус Джаман Лал Шарма Могіндер Лал Шанкар Лакшман Джон Пітер Ґовінд Савант Раґгбір Сінґг Бгола Удгам Сінґг Куллар Чаранджит Сінґг Джасвант Сінґг Джоґіндер Сінґг Прітхіпал Сінґг | Іспанія (ESP) Педро Амат Франсіско Кабальєр Хуан Кальсадо Хосе Коломер Карлос дель Косо Хосе Дінарес Едуардо Дуальде Хоакін Дуальде Рафаель Егускіса Ігнасіо Макая Педро Муруа Педро Ройг Луїс Усос Нарсісо Вентальйо |